# Crvena Jabuka (Babušnica)
Crvena Jabuka (Servisch cyrillisch Црвена Јабука) is een plaats in de Servische gemeente Babušnica. De plaats telt 126 inwoners (2002).